# 热血高校躲避球部 (红白机)
《热血高校躲避球部》是一款由Technōs Japan制作和发行的躲避球体育类游戏，大致根据同名街机游戏制作的修改移植版。本游戏于1988年7月26日在日本地区紅白機发行。于1989年6月在北美地区发行。
FC版的游戏相对于街机版本而言，可以添加队员的名字和状态。此外游戏增加了巡回赛模式和两人对战模式。
与街机版本类似，本游戏的日本地区和北美地区版本交换了日本队和美国队。